# Симонс, Марк Ланселот
Марк Ланселот Симонс (англ. Mark Lancelot Symons, 1887, Лондон, Великобритания — 11 февраля 1935, Вокингем, Великобритания) — британский художник, деятель католического движения в Великобритании. Получил известность своими портретами и аллегорическими картинами, некоторые из них относятся искусствоведами к направлению викторианской сказочной живописи.

## Биография
Родился в 1887 (по другим данным в 1886) году в Лондоне. Марк Ланселот Симонс был сыном художника и книжного иллюстратора Уильяма Кристиана Симонса (1845—1911), старшим ребёнком в многодетной семье, включавшей девять детей — две дочери и семь сыновей. Его мать, Сесилия Дэвенпорт, до вступления в брак была концертирующей пианисткой. Его отец в 1870 году перешёл в католицизм, работал преимущественно по церковным заказам. Друзьями семьи художника, с которыми Марк Ланселот Симонс был знаком с детства, являлись многие известные деятели британского изобразительного искусства конца XIX — начала XX века, среди них: Джеймс Эббот Мак-Нейл Уистлер, Джон Сингер Сарджент и Геркулес Брабазон Брабазон. 

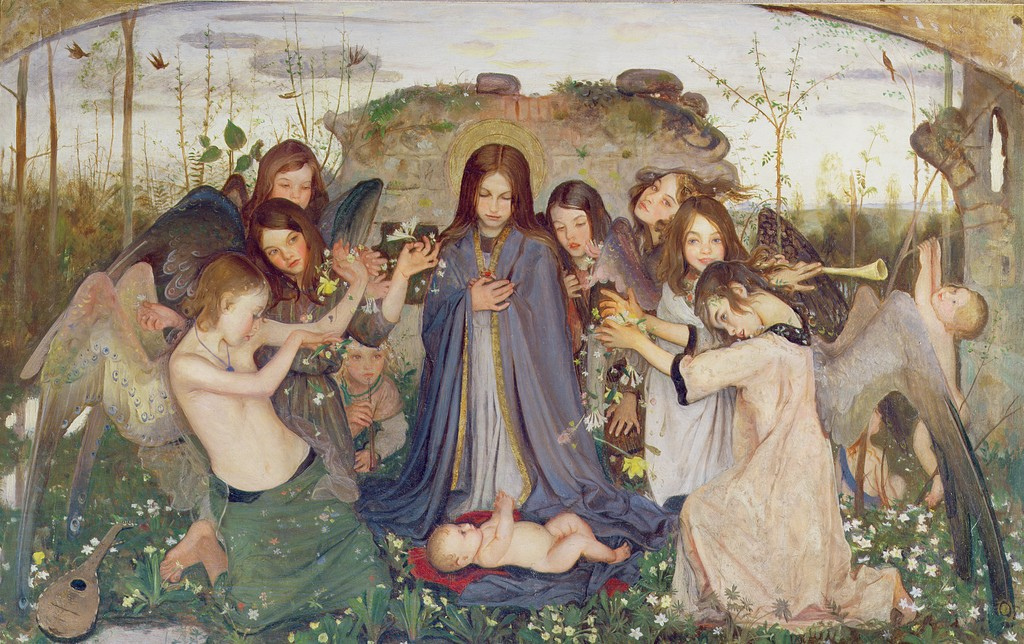
Марк Ланселот Симонс. Мадонна и младенец с ангелами

Первые уроки изобразительного искусства он получил от отца. Также живописцами стали его младшие братья Роберт Дэвид Симонс (1898—1970), который большую часть жизни провёл в Канаде и стал там известным художником и педагогом, и Стивен, сын которого Мартин также избрал карьеру живописца.
От родителей Марк Симонс унаследовал устойчивый интерес к проблемам религии. Он состоял в добровольной международной ассоциации римско-католической церкви Catholic Evidence Guild, выступал в качестве её представителя на диспутах в Гайд-парке в Лондоне, был известен своим красноречием. Некоторое время он занимал должность Мастера этой ассоциации. Стал одним из инициаторов движения Book-Barrow Brigade, целью которого было широкое распространение католической литературы. После смерти художника Catholic Evidence Guild провела его персональную выставку. Брат Марка Ланселота — Филипп стал монахом бенедиктинского ордена и служил органистом в Даунсайде.
Художник проходил обучение в Школе изобразительных искусств Феликса Слейда. Марк Ланселот Симонс участвовал в выставках Королевской Академии, а также в экспозициях New English Art Club, ориентировавшегося на новое французское искусство и дистанцировавшегося от Королевской Академии.
В 1924 году он женился на Констанс Гербер (англ. Constance М. Gerber), которая поощряла его художественное призвание и разделяла религиозные убеждения. В семье были три дочери (по некоторым данным, все они были приёмными), часто художник изображал своих дочерей Анну и Молли («Молли в саду», 1930; «Молли в кладовке», около 1930). Одно из наиболее известных полотен, изображающее его дочь Анну за завтраком, находится в собрании Музея Рединга, оно было выполнено за год до смерти художника в 1933 году.
Марк Симонс умер в результате неожиданного и кратковременного ухудшения здоровья в возрасте сорока восьми лет.

## Особенности творчества и его судьба

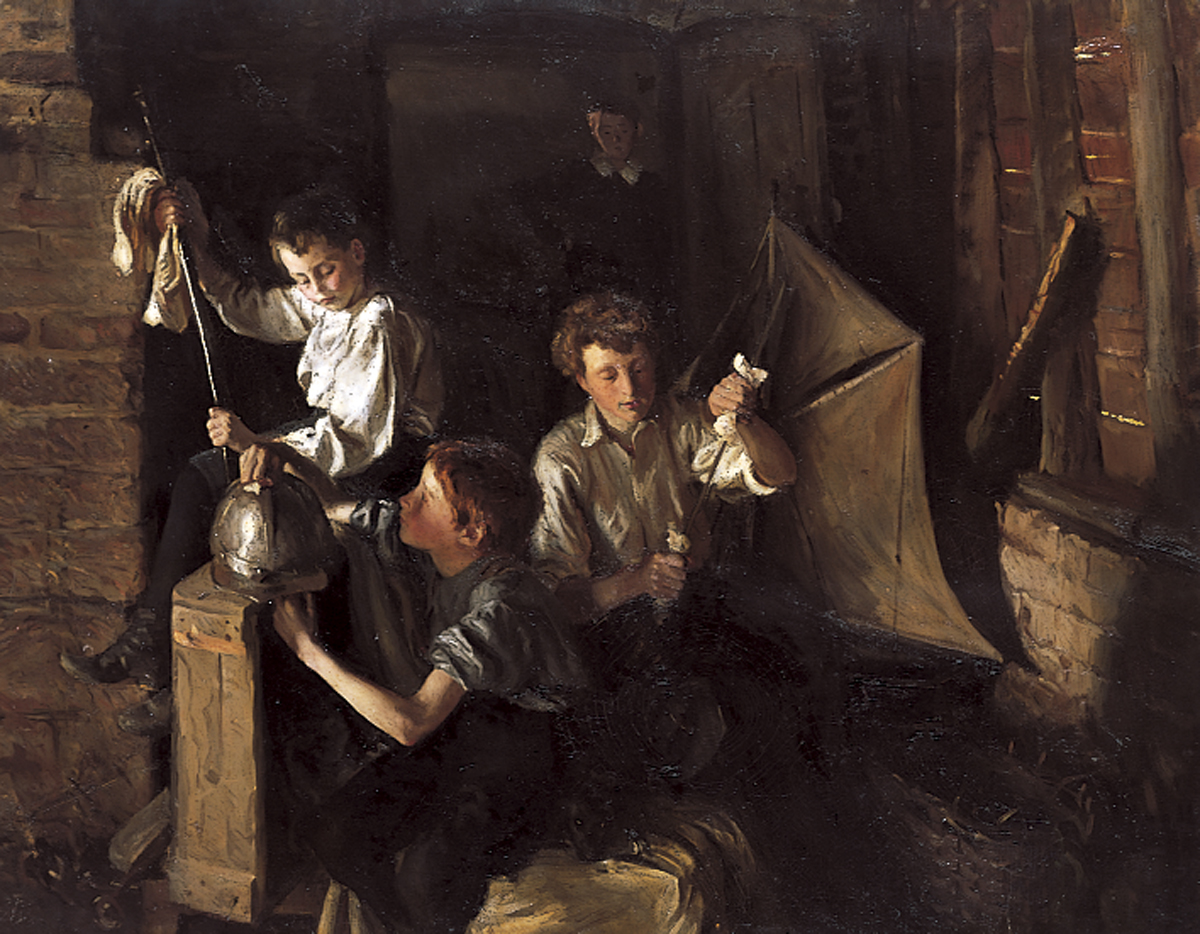
Марк Ланселот Симонс. Дети, играющие в интерьере. Полировка доспеха, 1907

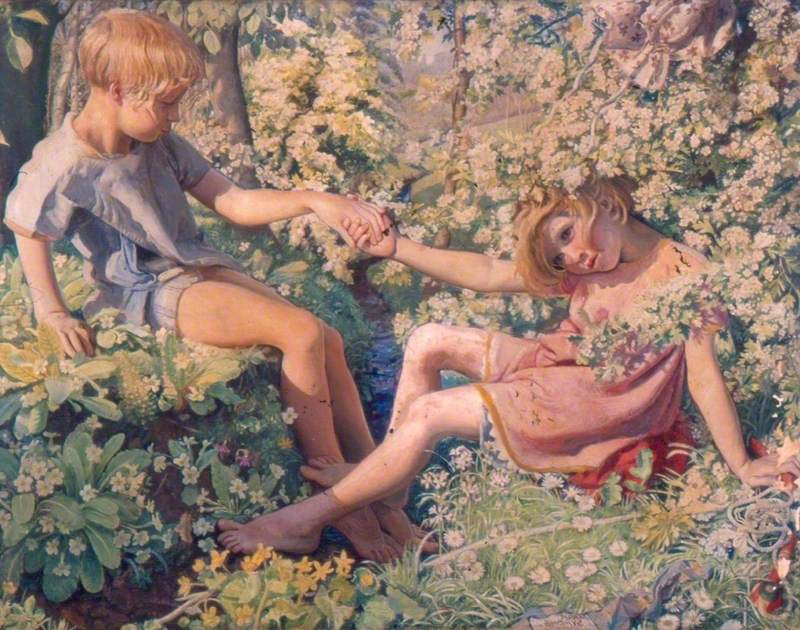
Марк Ланселот Симонс. Йоринда и Йорингель, 1930

Картины Марка Ланселота Симонса имеют сходство с работами Стэнли Спенсера, также заметно влияние на его творчество школы прерафаэлитов. Для раннего периода творчества Симонса характерна картина «Дети, играющие в интерьере. Полировка доспеха» (1907, в собрании UCL Art Museum, Лондон), которая была удостоена Первой премии от Школы изобразительных искусств Феликса Слейда (англ. Slade Summer Composition Prize), будучи представлена на Летней выставке в Королевской Академии в этом же году.
К 1920—1930-м годам творчество художника усложняется, на первый план выходят крупные полотна на религиозный сюжет, трактованные в аллегорическом стиле. На Летней выставке в Королевской Академии в 1925 году было представлено «Распятие» Марка Ланселота Симонса (в каталоге выставки № 563). До нашего времени дошло несколько картин художника под этим названием. Картина «Вы были там, когда они распяли Господа моего?» была представлена на Летней выставке Королевской Академии в Лондоне в 1930 году (№ 253 в её каталоге). Католическая печать возлагала на Марка Ланселота большие надежды и отмечала многие его подобные картины как выдающиеся произведения искусства. Споры вызвала его картина, изображающая «Тайную вечерю», где все персонажи, исключая Христа, были одеты по моде 30-х годов XX века и помещены в интерьер этого же времени. Резко негативную реакцию Королевской Академии получила картина «Мой Господь, я встречаю тебя в каждом переулке и на каждой улице», картине было отказано в участии в выставке в Берлингтон-хаус (144,8 на 205,8 сантиметров).
В некрологе художника отмечались два основные направления его творчества:
- религиозная живопись, вызывавшая значительные дискуссии среди искусствоведов и недоумение общественного мнения, именно она, по отзывам современников, была наиболее значима для самого художника[10][16];
- «жизнерадостные изображения цветов, игрушек и пухлых детей»[10].

Картины из жизни детей переносят аудиторию в сказочный мир волшебных образов. Иногда, например, в картине «Йоринда и Йорингель» (около 1930, Музей Рединга), сам сюжет основан на сказке. Герои картины — двое влюблённых из одноимённой сказки братьев Гримм, оказавшихся в лесу, где живёт волшебница. Все юноши вблизи её дома впадают в оцепенение, а девушек она превращает в прекрасных птиц, чтобы наслаждаться их пением. Йорингелю предстоит преодолеть чары колдуньи и вернуть Йоринду. На картине изображены не влюблённые молодые люди, а маленькие дети в лесу среди цветов, играющие друг с другом, не подозревая о грозящей им опасности.
Художник обычно подписывал свои картины «MARK SYMONS». Часто он их не датировал.
В настоящее время большинство картин художника находятся в экспозиции провинциальных британских музеев: Музей города Рединга, Таун Холл в Рединге, Bury Art Museum в Манчестере, в частных коллекциях.
В 1937 году в Лондоне в издательстве Sheed & Ward вышла небольшая книга искусствоведа Stephanie Wines о творчестве Марка Ланселота Симонса. В 1979 году вышел альбом «Paintings and Drawings By Mark Symons 1886—1935» с предисловием искусствоведа Эрика Стенфорда.